# Jeremy Cornelius
Jeremy Cornelius (Harrisburg, ...) è un ex giocatore di football americano statunitense che ha giocato come wide receiver.
Dopo aver giocato per due college statunitensi si è trasferito in Europa, dove ha giocato prima ai Berlin Bears (nel campionato di terzo livello), poi in successione negli Amstetten Thunder, nei Mallorca Voltors e nei Triangle Razorbacks (nei massimi campionati delle rispettive nazioni).